# ٷ
Wāw hamza élevée et ḍamma suscrits ‹ ٷ › est une lettre additionnelle de l’alphabet arabe qui est utilisée dans l’écriture du kazakh en Chine. Elle est composée d’un wāw ‹ و › diacrité d’un hamza et d’un ḍamma suscrits.

## Utilisation
En kazakh de Chine écrit avec l’alphabet arabe, ‹ ٷ › représente une voyelle fermée centrale arrondie [ʉ].